# Uroleucon montanivorum
Uroleucon montanivorum är en insektsart. Uroleucon montanivorum ingår i släktet Uroleucon och familjen långrörsbladlöss. Inga underarter finns listade i Catalogue of Life.